# Triplexa villa
Triplexa villa är en nattsländeart som beskrevs av Mosely in Mosely och Douglas E. Kimmins 1953. Triplexa villa ingår i släktet Triplexa och familjen långhornssländor. Inga underarter finns listade i Catalogue of Life.